# 543部队
第543部隊(英文 : Unit 543)是第二次世界大戰期間，位於海拉爾的一個機密行動的大日本帝國陸軍下設組織，該部隊專門從事生物武器的開發。該部隊由憲兵隊負責運營。，該部隊為731部隊的下級單位，致力於研究水淨化，部隊據點為位於海拉爾車站前的舊俄羅斯軍營內。